# Майска китка
„Майска китка“ е стихосбирка от Иван Вазов, отпечатана през 1880 г.
Включва произведения от периода 1868 – 1870 г., както и от 1880 г. Стихосбирката съдържа 51 творби, в това число 2 епитафии („На един атеист“ и „На един приятел“) и 5 епиграми („На един доктор“, „За един чорбаджия, когато умре“, „За поета Ф.“, „За Богорова“, „За драматиста Вл-на“).
Първото стихотворение в стихосбирката носи заглавието „Име“ и започва с думите на Лермонтов:
"Есть речи – значенье
темно, иль ничтожно;
но им без волненья
внимать невозможно."